# François Jobard
Pour les articles homonymes, voir Jobard.
François Jobard, né le 28 décembre 1803 à Gray et mort le 7 mars 1881 à Besançon, est un homme politique français.

## Biographie
Neveu du député Jean-Baptiste Thérèse Jobard, il est substitut général à Besançon, puis président de chambre, jusqu'en 1874. Il est député de la Haute-Saône de 1834 à 1839, siégeant dans la majorité soutenant les gouvernements de la monarchie de Juillet.

## Sources
- « François Jobard », dans Adolphe Robert et Gaston Cougny, Dictionnaire des parlementaires français, Edgar Bourloton, 1889-1891 [détail de l’édition].